# 1866 în literatură
Anul 1866 în literatură a implicat o serie de evenimente și cărți noi semnificative.  